# 永寧 (范玉)
永寧（1419年—1420年四月）是越南属明时期海陽省起事领袖范玉的年号，共计2年。

## 改元
- 1419年——范玉僭號羅平王，建元永寧。[1][2][3]
- 1420年——四月二十日，交趾總兵官李彬捕獲范玉。[4]

## 纪年
| 永寧 | 元年       | 二年   |
| ---- | ---------- | ------ |
| 公元 | 1419年     | 1420年 |
| 干支 | 己亥       | 庚子   |
| 明朝 | 永乐十七年 | 十八年 |

## 同期存在的其他政權年號
- 中國
  - 永乐（1403年－1424年）：明朝—明成祖朱棣之年號
  - 永天（1420年）：明朝時期—黎餓之年號
- 日本
  - 應永（1394年－1428年）：後小松天皇、稱光天皇之年號